# عضلة قصيرة باسطة لأصابع القدم

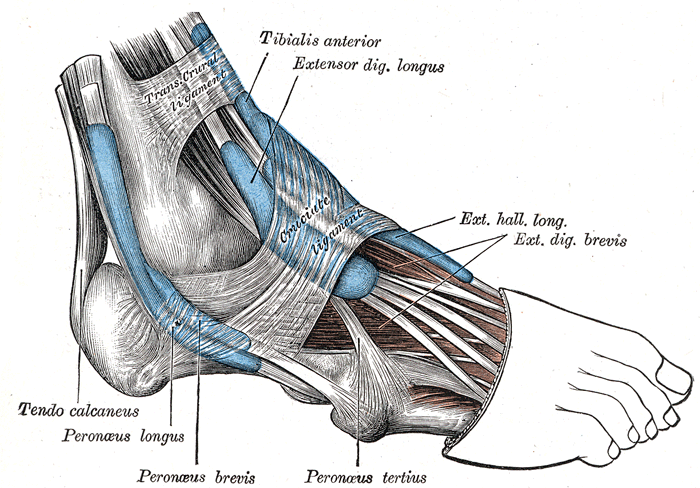
العَضَلَة القَصيرة الباسِطَة لِأصابع القَدَم
(Extensor digitorum brevis muscle)

العَضَلَة القَصيرة الباسِطَة لِأصابع القَدَم  (بالإنجليزية: Extensor digitorum brevis muscle) ،هي عضلة من عَضلات الطَرف السُفلي لِجسم الإنسان.

## المَنشأ
تَنشأ العَضلة من الجُزء العُلوي لعظم العُقب ومِن جِذع القَيدُ السُّفْلِيُّ لبَاسِطاتِ القَدَم (inferioe extensor retinaculum).

## المَغرس
تَنغرس هذهـ العَضلة عن طَريق أربع أوتار ،وَتر لكل إصبع (باستثناء إصبع القدم الصَغير).

## العَصب
يَتصل بِها العَصب الشظوي العميق (Deep fibular nerve).

## معرض صور

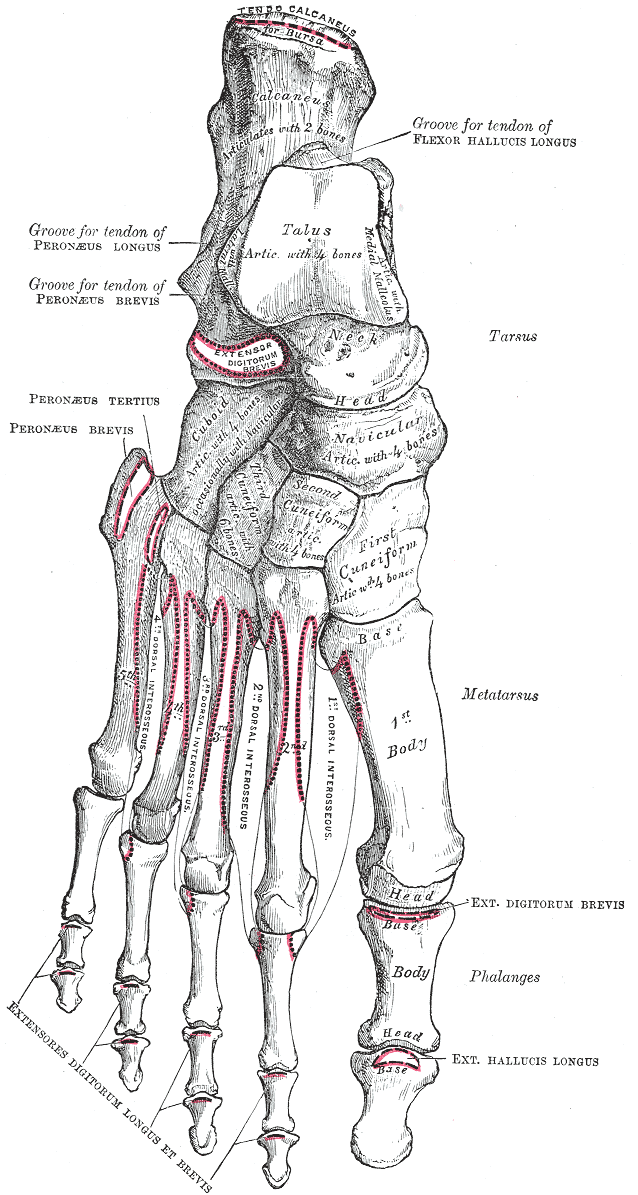
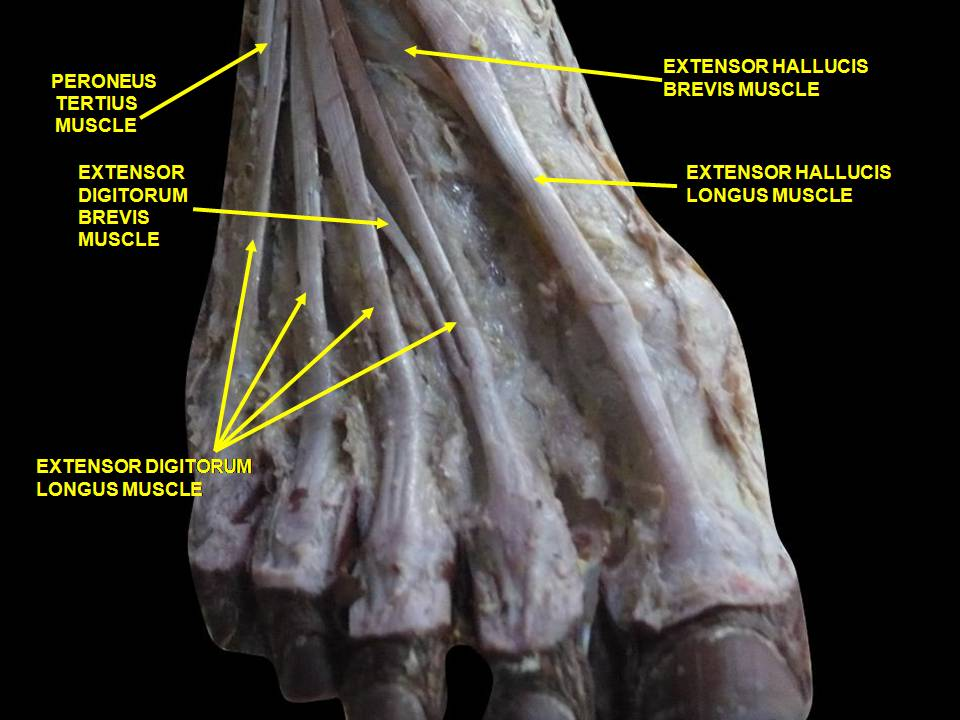
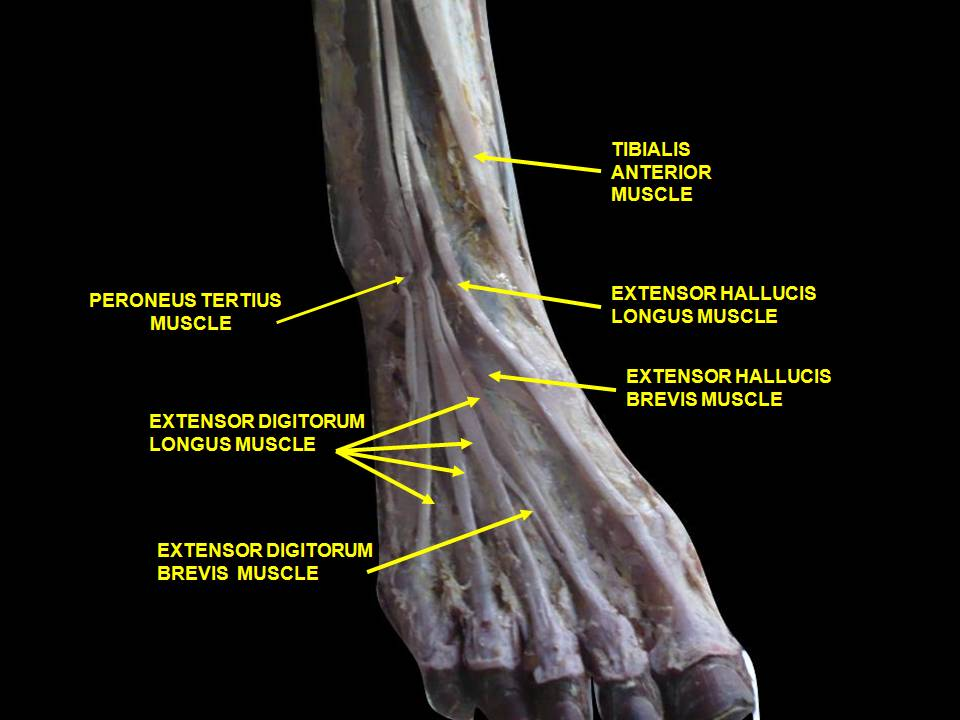
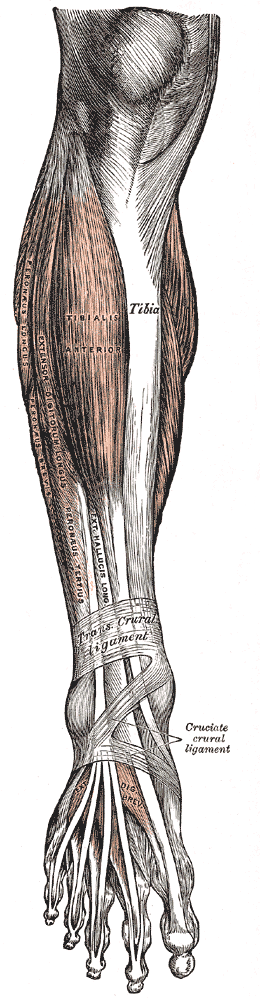

## المَراجع
1. Lower Limb Anatomy Part IIB , Alexandria University Faculty of Medicine ,1st year, page.61